# Un peu de soleil dans l'eau froide (roman)
Un peu de soleil dans l'eau froide est un roman de Françoise Sagan, publié en 1969 chez Flammarion.

## Résumé
Gilles, un brillant journaliste trentenaire de l'Agence France-Presse, est en couple avec Héloïse, une top-model américaine. Dépressif, il décide de quitter Paris pour se reposer auprès de sa sœur dans le Limousin. Lors d'un repas, il rencontre Nathalie, une femme mariée qui tombe amoureuse de lui. 
Gilles doit rentrer à Paris où il avoue à Héloïse avoir rencontré quelqu'un. Il repart pour Limoges, puis Nathalie le rejoint à Paris, après avoir rompu avec son mari. Après quelque temps de vie commune, Gilles devient irritable et se lasse de la relation. Nathalie finit par se suicider en avalant des somnifères.

## Analyse
Le titre évoque un vers du poème Pour vivre ici de Paul Éluard (Capitale de la douleur, 1926) dont le dernier quatrain est repris dans l'épigraphe du roman :
Inconnue, elle était ma forme préférée,

Celle qui m'enlevait le souci d'être un homme,

Et je la vois et je la perds et je subis

Ma douleur, comme un peu de soleil dans l'eau froide
Françoise Sagan aborde le sujet de la dépression en évoquant notamment les idées suicidaires qui effleurent le protagoniste : « Il n'y avait rien en lui à ce moment-là, personne qui fut capable de saisir un revolver et de s'en tirer un coup dans la bouche ou de projeter son corps dans la Seine vert sombre, en bas. Il ne pouvait pas plus imaginer sa mort que sa vie et cela le laissait simplement là, respirant, existant, souffrant. »
Dans un entretien avec Jacques Chancel sur Radioscopie, elle explique qu'elle a « voulu raconter l'histoire d'un homme qui est malheureux et qui tombe sur une femme qui l'aide à vivre, lui redonne le goût de vivre, et que lui-même finit par empêcher de vivre, en la faisant se détacher d'elle-même, de lui-même, de leur amour. »

## Adaptation cinématographique
Un peu de soleil dans l'eau froide est un film dramatique romantique franco-italien réalisé par Jacques Deray et sorti en 1971. 